# Petra Wesseler
Petra Wesseler (* 1963 in Paderborn) ist eine deutsche Architektin und seit Februar 2015 Präsidentin des Bundesamtes für Bauwesen und Raumordnung, der obersten Baubehörde der Bundesrepublik Deutschland.

## Leben und Wirken
Wesseler studierte in Braunschweig und Stuttgart Architektur und Stadtplanung und schloss mit dem Diplom ab. Danach arbeitete sie in Architekturbüros in London. 
Wesseler absolvierte ein Referendariat für den höheren bautechnischen Verwaltungsdienst bei der Bundesbaudirektion Berlin (BBD), der Vorgängerbehörde des Bundesamtes für Bauwesen und Raumordnung (BBR). Seit 1993 war sie bei der BBD und nach Fusion mit der Bundesforschungsanstalt für Landeskunde und Raumordnung (BfLR) zum BBR als Referatsleiterin und Ausbildungsleiterin tätig. In den Jahren 1994/95 hatte sie einen Lehrauftrag für Städtebau und Entwerfen an der Brandenburgischen Technischen Universität Cottbus. Von 2002 bis 2015 leitete Wesseler das Dezernat Stadtentwicklung und Bau der Stadt Chemnitz. Von 2003 bis 2013 war sie zudem im Wissenschaftlichen Beirat der Stiftung Bauhaus Dessau tätig. Sie ist Mitglied im Verwaltungsrat der Bundesanstalt für Immobilienaufgaben.